# Lamberto Maggiorani
Lamberto Maggiorani  (né le 28 août 1909 à Rome et mort le 22 avril 1983  dans la même ville) est un acteur italien.

## Filmographie partielle
- 1948 : Le Voleur de bicyclette de Vittorio De Sica
- 1949 : Vent'anni de Giorgio Bianchi
- 1951 : Salvate mia figlia de Sergio Corbucci
- 1951 : L'Inconnue des cinq cités (A Tale of Five Cities) coréalisation
- 1954 : Vacanze col gangster de Dino Risi
- 1955 : La Grande Bagarre de don Camillo de Carmine Gallone
- 1956 : Totò, Peppino et les Hors-la-loi (Totò, Peppino e i fuorilegge) de Camillo Mastrocinque
- 1962 : Mamma Roma de Pier Paolo Pasolini